# Wolfgang Schäuble
Wolfgang Schäuble (Friburgo em Brisgóvia, 18 de setembro de 1942 – 26 de dezembro de 2023) foi um político alemão do partido União Democrata-Cristã (CDU, Christlich-Demokratische Union, "União Cristã-Democrática", em tradução literal).
Foi entre 22 de novembro de 2005 o Ministro das Finanças da Alemanha do Primeiro Gabinete Merkel, desde 28 de outubro de 2009, com as mesmas tarefas, no Governo Merkel II e desde 17 de dezembro de 2013 no Governo Merkel III e até 24 de outubro de 2017.
Foi eleito Presidente do Bundestag em 24 de outubro de 2017.

## Biografia
Schäuble estudou Direito e Economia em Friburgo em Brisgóvia e Hamburgo, passou o primeiro e segundo exame estadual em direito e recebeu o doutorado em 1971 por Dr. jur. Schäuble se juntou em 1961 a organização de juventude da CDU e em 1965 ao partido. Após foi membro do Bundestag desde 1972 e atuou como secretário-geral do grupo parlamentar da CDU/CSU (a CSU, Christlich-Soziale Union, "União Cristã-Social", é o partido bávaro "irmão" da CDU, com ela coligado mas dela totalmente independente) de 1981 a 1984. Ocupou os cargos de Chefe do Gabinete da Chancelaria Federal da Alemanha do chanceler Helmut Kohl, foi líder da bancada parlamentar da CDU, Ministro do Interior e por um curto período Presidente do partido. Schäuble foi um membro do Comité Executivo Federal da CDU desde 1989. Schäuble, que foi confidente de Helmut Kohl, quase se tornou chanceler.
O escândalo envolvendo doações que chacoalhou o partido dos dois políticos, a CDU, marcou a virada na biografia política de Schäuble. Em dezembro de 1999, o ministro inicialmente negou, diante do parlamento, ter recebido dinheiro do “empresário” Karlheinz Schreiber – mas, em seguida, admitiu ter aceitado 100 mil marcos alemães para a CDU. Posteriormente ele se desculpou publicamente por ter ocultado sua ligação com Schreiber.

### O "Tesoureiro da Europa"
Seu golpe de mestre foi o tratado de unificação entre a Alemanha Oriental e a Alemanha Ocidental. E ele merece crédito pela forma suave e pacífica em que ocorreu a reunião dos dois lados da Alemanha. Essa foi e continua sendo a grande realização de sua vida.
No cargo de Ministro das Finanças, ele parecia sentir certa satisfação em desempenhar o papel de tesoureiro da Europa – sem sua benção, pouca coisa acontece na esfera financeira do continente. Em várias entrevistas Schäuble elogiou a filosofia financeira europeia, segundo a qual a estabilidade monetária deve ter total prioridade. Ainda assim, sinalizou seu apoio a Mario Draghi, presidente do Banco Central Europeu (BCE), em detrimento do presidente do Deutsche Bundesbank, Jens Weidmann, opositor ferrenho das compras de títulos de dívida. Contra a vontade de Schäuble não seria possível levar adiante o financiamento estatal, realizado por meio da compra ilimitada de títulos pelo BCE nos países do sul da Europa atingidos por uma crise financeira.

### Vítima de tentativa de assassinato
Em Outubro de 1990 foi vítima de uma tentativa de assassínio numa acção de campanha eleitoral no Estado Federal de Baden-Württemberg. Sobreviveu, mas desde então se deslocou em cadeira de rodas depois de sofrer paralisia parcial ao levar um tiro na coluna vertebral.

### Morte
Schäuble morreu em 26 de dezembro de 2023, aos 81 anos.